# La dona impúdica (pintura)
La dona impúdica és un quadre surrealista d'Àngel Planells del 1933. Des del 2016, forma part de la col·lecció del MNAC.
Es considera una de les obres més brillants de l'autor, i sols va ser exposada el 1936, romanent a una col·lecció privada, la de Jaume Cassañes, fins que el MNAC el torna a oferir al públic el 2016 gràcies a la donació de Maria Rosa Fernández Palau.